# ぐーぱん!
『ぐーぱん!』(GU-PAN!)は、榛名まおによる日本の4コマ漫画作品。芳文社の月刊雑誌『まんがタイムきららMAX』にて2006年7月号から2011年1月号にかけて連載された。

## 作品概要
高校2年生の少女・鷲頭未理は、身長148cmという小柄な体型。何事にも一生懸命な彼女と、その友達が過ごす楽しい日常生活を描いた4コマ漫画作品。
タイトルの『ぐーぱん』は「ぐーでぱんち」の略であり、オチが毎回暴力沙汰の「ドキドキ☆バイオレンス漫画」にしようと企画段階で思っていたが、可愛さと上手く両立できなくて失敗したとのこと。

## 主な登場人物
鷲頭 未理（わしず みり）
本作の主人公。
高校2年生ながら身長148cmという小柄な体型で、よく子供に間違われる。しかも身体測定の際には、1cm減少して147cmとして測定されてしまっている。
目つきが怖いため、周囲の生徒からは怖がられている。暴力沙汰などの噂も流れているが、この一部は菜摘が流したものである。
そのような噂とは裏腹に、実際は子供っぽい無邪気な性格。アニメ「魔法少女マジカルミヨリン」の大ファンだったり、動物に異様に詳しかったり、といった一面を持つ。
天性のドジであり、勉強も運動も苦手。絵を描くのも苦手で、よく話題になる。
極度の恐怖や眠気などに陥ると、理性を失い凶暴化してしまう。正気に戻った際には、その間の記憶は皆無の模様。
名前の「未理」は単位の「ミリ」から。
長尾 唄子（ながお うたこ）
未理の親友。黒髪のポニーテールで眼鏡をかけている。
成績優秀でスポーツも万能。未理に対して何かと世話を焼く、保護者役かつツッコミ役。
クラス委員長の仕事をしているが、本当の委員長は彼女ではない。だが、生徒ばかりでなく先生にも間違われるため、当たり前のように仕事を引き受けている。
味覚や服の好みなど、センスに難がある。
たまに超能力のようなものを使うが、本人は不思議なものだと思っていない様子。
苗字の「長尾」はポニーテールのイメージから。名前の「唄子」はフィーリングとのこと。
豆田 菜摘（まめだ なつみ）
未理の親友。茶髪のショートヘアで、両脇を白いリボンで留めている。
お調子者であり、よく未理をからかって遊んでいる。
一方で寂しがりでもあり、未理と唄子の仲の良さに疎外感を持ち、いじけてしまう場面もある。
実はお金持ちのお嬢様。家では礼儀正しく振舞っている。未理を喜ばせようと、金の力に物を言わせることも。
3人の中では、一番まともな年頃の女の子らしいセンスを持っている。
未理を友達以上に思っているかのような描写がある。
姓名の由来を担当に話したら「それは表に出さないほうがいい」と言われたとのこと。
赤城 咲（あかぎ さき）
未理のクラスメイト。金髪のツインテール。
芸能プロに所属しており、舞台やモデルの仕事もしている。
若干ツンデレの気があり、当初は何かと注目されている未理にライバル心を抱いていたが、次第に仲良くなってきている。
未理や菜摘のボケの被害に遭うこともしばしば。
鷲頭 愛理
未理の母。
未理とよく似た風貌で、天真爛漫な性格。
職業はデザイナー。未理をモデルにデザインしたキャラクター「ミリィ・ザ・キャット」が、女子高生の間で大人気。
鷲頭 悠
未理の弟で高校1年生。
未理よりも背が高く、しっかり者で未理の世話を焼くこともしばしば。そのため、彼のほうが兄に見える。
ユーコさん
菜摘の世話係のメイド。
基本的には世話焼きのいいメイドであるが、菜摘の発言の揚げ足を取ったり、からかったりするのが趣味。

## 書誌情報等

### 単行本
榛名まお『ぐーぱん!』 芳文社〈まんがタイムKRコミックス〉、全3巻
1. 2007年12月27日発売、 ISBN 978-4-8322-7671-0
2. 2009年6月27日発売、ISBN 978-4-8322-7818-9
3. 2010年12月25日発売、ISBN 978-4-8322-7974-2